# Heißläufer
Ein Heißläufer, abgekürzt Heißl, ist ein Schienenfahrzeug, an dem durch zu große Reibung in einem Radsatzlager oder Stangenlager des Triebwerks eine übermäßige Erwärmung eintritt. Ein Heißläufer wird als betriebsgefährlicher Schaden eingestuft, weshalb das Fahrzeug sofort aus dem Betrieb genommen werden muss.

## Erkennung

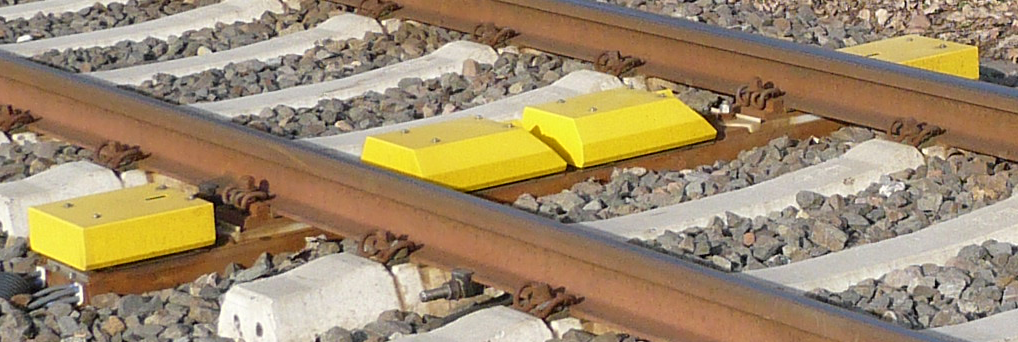
Heißläuferortungsanlage

Heute werden Heißläufer durch an den Eisenbahnstrecken fest installierte Heißläuferortungsanlagen (HOA) oder auf den Fahrzeugen fest installierte Lagertemperaturüberwachungen erkannt. Letztere werden vor allem im Hochgeschwindigkeitsverkehr angewandt. Die Messeinrichtungen erkennen in der Regel sowohl die absoluten Werte wie auch die Differenzwerte zwischen den Radsatzlagern eines Radsatzes. Beispielsweise lösen absolute Temperaturwerte zwischen 80 und 100 C° einen Alarm für einen Warmläufer aus, was eine Vorstufe eines Heißläufers ist. Über 100 C° wird ein Heißläufer detektiert, ebenso bei einer Temperaturdifferenz zwischen den Radsatzlagern eines Radsatzes größer 45 °C. Weiter können bei der Zugbildung Heißläufer durch Ölaustritt an den Achslagergehäusen erkannt werden. Die Messergebnisse der HOA (Heißläufer oder Warmläufer) entscheiden über den Ort, an dem der Zug anzuhalten ist. Anschließend muss der Triebfahrzeugführer entlang des Zuges die betroffene Achse mithilfe der sogenannten Handrückenprobe ermitteln.

## Ursachen
Heißläufer können verschiedene Ursachen haben. Die häufigste Ursache ist ein Schmierstoffmangel. Der Schmierstoff hat die wichtige Aufgabe, die Reibung im Lager zu verringern. In den Lagern werden Fett oder Öl als Schmierstoff verwendet. Leckagen am Lager können zu Schmierstoffaustritt führen oder können Verunreinigungen in das Lager eindringen lassen, so dass eine ausreichende Schmierung verhindert wird und das Lager sich erwärmt. Mangelhafte Schmierstoffqualität kann ebenfalls zu Heißläufer führen.

## Folgen
Bei einem Heißläufer können im Radsatzlager hohe Temperaturen entstehen, die im Extremfall nahezu 1000 °C erreichen können. Dadurch besteht zum einen Brandgefahr, zum anderen nehmen die Festigkeitseigenschaften des Materials so stark ab, dass es zum Achsbruch und damit zur Entgleisung kommen kann. Auch können bei einem Heißläufer, der zum Stillstand kommt, die Radlager irreversibel verschweißen und die Achse blockieren.